# 布里沃特 (密歇根州)
布里沃特（英語：Brevort）是位於美國密歇根州麥基諾縣莫蘭鎮區的一個非建制地區。

## 地理
布里沃特所處的海拔為高於海平面205米（即673英呎），而該地所採用的時區為UTC-5，即北美东部時區（EST）。同時該地設有夏令時間，為UTC-5調快一小時，即UTC-4（EDT）。